# Herman Richir

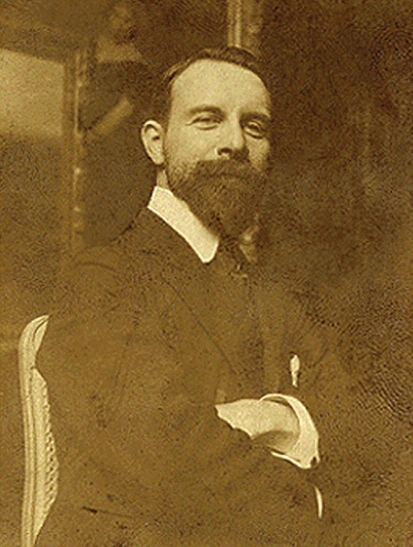
Herman Richir, 1905

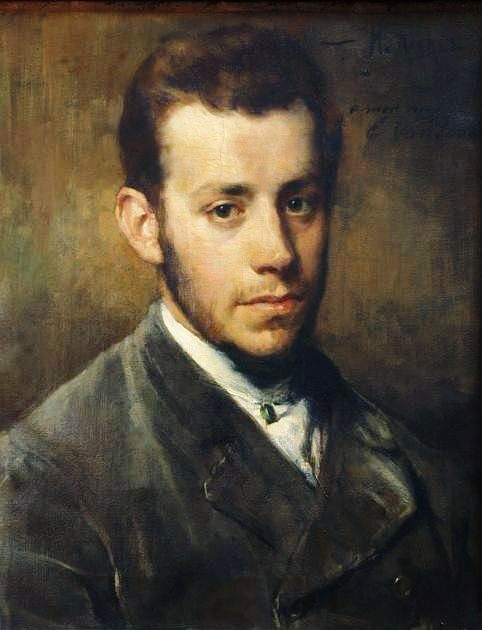
Portret van Emile Van Doren, geschilderd door Herman Richir (Emile Van Dorenmuseum, Genk)

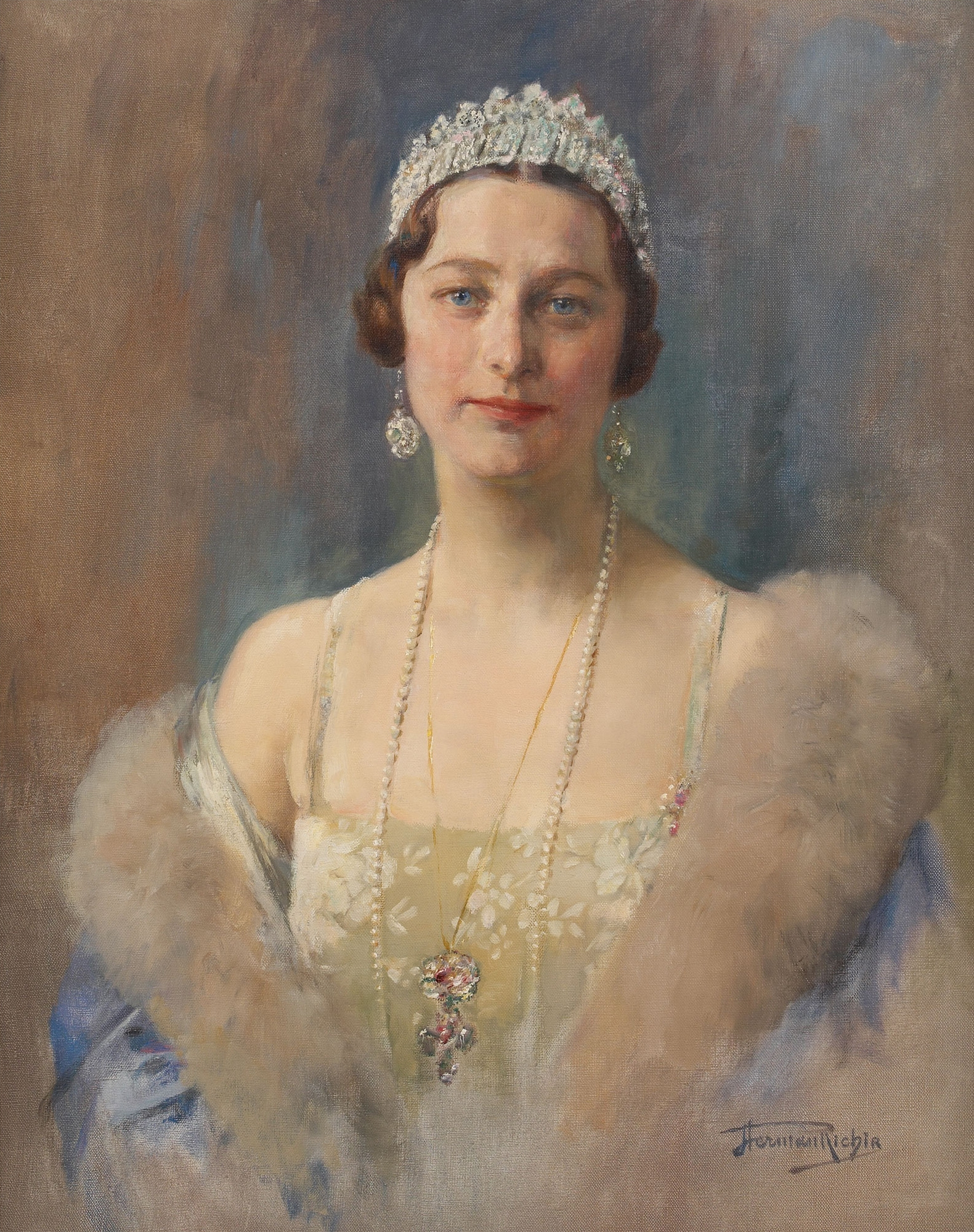
Portret van Koningin Astrid

Herman Jean Joseph Richir (Elsene, 4 november 1866 – Ukkel, 15 maart 1942) was een Belgisch kunstschilder.

## Levensloop
Herman Richir studeerde eerst aan de kunstacademie van de Brusselse gemeente Sint-Joost-ten-Node bij Gustave Biot en Charles Hermans. Daarna ging het naar de Koninklijke Academie voor Schone Kunsten in Brussel (1884-1889), waar hij onderricht kreeg van onder anderen Jean Portaels. Tijdens zijn studies eindigde hij tweede in de Prijs van Rome voor schilderkunst, na laureaat Constant Montald (1886).
Hij werd in 1900 leraar tekenen naar de natuur aan de Brusselse Academie en in 1905 de eerste leraar schilderen naar de natuur. Nadien nam hij er diverse keren het directeurschap waar (1906-1907, 1910, 1911, 1915-1919, 1925-1927). Hij ging in 1927 met rust.
Tot zijn leerlingen behoorden Albert Alleman, Éliane de Meuse, Paul Hagemans, Maurice Mareels, Guy Onkelinx, Georges Rogy, José Storie, Charles Swyncop, Maurice Schelck en Max Van Dyck (deze laatste won de prijs van Rome in 1920 en werd professor en directeur bij de Academie voor Schone Kunsten te Anderlecht).
Richir woonde in de Trooststraat 164 (174) te Schaarbeek.

## Oeuvre
Richir schilderde voornamelijk portretten. Zijn opdrachtgevers behoorden doorgaans tot de hogere kringen. Hij portretteerde onder anderen Koning Albert en Koningin Elisabeth, Kardinaal Mercier en Gravin d’Oultremont.
Hij schilderde ook stillevens, genrestukken, naakten en bij gelegenheid ook decoratieve schilderijen om in te passen in woonhuizen. Een voorbeeld is het ensemble van 12 decoratieve panelen voor het huis van M. Fontaine de Laveleye in Bosvoorde.
Minder bekend zijn de landschapsschilderijen die hij maakte, o.a. in de omgeving van Genk in de Limburgse Kempen, waar hij regelmatig verbleef bij bevriend kunstenaar Emile Van Doren.
Hij ontwierp ook affiches, onder andere voor de warenhuizen Delhaize, onder het pseudoniem “Hamner”.

## Tentoonstellingen
- 1887, Brussel
- 1889, Parijs, Salon
- 1890, Brussel, Cercle Artistique et Littéraire
- 1892, Parijs, Salon
- 1889, Gent, Driejaarlijks Salon
- 1897, Brussel, Wereldtentoonstelling
- 1900, Brussel, Driejaarlijks Salon
- 1905, Salle Forst, Antwerpen
- 1903, Brussel, Driejaarlijks Salon
- 1905, Oostende, Ostende Centre d’Art
- 1907, Brussel, Driejaarlijks Salon
- 1914, Brussel, Driejaarlijks Salon
- 1923, Brussel, Galerie Georges Le Roy
- 1925, Brussel, Cercle Artistique et Littéraire
- 2002-2003, Schaarbeek, Gemeentehuis (Retrospectieve)

## Musea
- Antwerpen, Kon. Museum voor Schone Kunsten (Kunstschilder Alexandre Robert, 1901)
- Brussel, Kon. Musea voor Schone Kunsten van België (Portret van Mevr. Richir)
- Brussel, Museum van Elsene
- Brussel, Charliermuseum
- Brussel, Nationale Bank van België (Portretten van Koning Albert I, Koningin Elisabeth en van gouverneur Eugène Anspach, 1894)
- Brussel, Schaarbeek, Gemeentelijke verzameling (Le Bijou)
- Genk, Emile Van Dorenmuseum (diverse portretten van Emile Van Doren en zijn gezin, naast een olieverfschets van een moeras te Genk).
- Namen